# Parrina
Parrina es un género de foraminífero bentónico de la subfamilia Tubinellinae, de la familia Hauerinidae, de la superfamilia Milioloidea, del suborden Miliolina y del orden Miliolida. Su especie tipo es Nubecularia bradyi. Su rango cronoestratigráfico abarca el Holoceno.

## Clasificación
Parrina incluye a las siguientes especies:
- Parrina bradyi
  - Parrina bradyi fistulata
- Parrina clarionica
- Parrina diversa

Otras especies consideradas en Parrina son:
- Parrina diversiformis, de posición genérica incierta
- Parrina gullensis, de posición genérica incierta
- Parrina multistoma, de posición genérica incierta